# Shadow Tactics: Blades of the Shogun
Shadow Tactics: Blades of the Shogun ist ein Echtzeit-Taktik-Computerspiel mit einem Fokus auf Stealth. Das Spiel wurde von Mimimi Games entwickelt und erschien am 6. Dezember 2016 zunächst exklusiv für PC. Eine Veröffentlichung für PlayStation 4 und Xbox One folgte im Sommer 2017.

## Spielprinzip
Das Spielprinzip orientiert sich stark an dem der Commandos- und Desperados-Reihe. Der Spieler übernimmt die Kontrolle über bis zu fünf Charaktere, die aus isometrischer Perspektive gesteuert werden. Jeder Charakter verfügt über eine Reihe von Talenten, die genutzt und miteinander kombiniert werden müssen, um das Ziel einer Mission – beispielsweise Attentate, Diebstähle oder Sabotage – zu erreichen. Dabei stehen heimliches Vorgehen und Kooperation zwischen den Charakteren im Vordergrund; wird ein Charakter entdeckt, wird Alarm ausgelöst, was die Mission durch das Auftauchen zusätzlicher Wachen erschwert. In der direkten Auseinandersetzung befindet sich der Spieler schnell in Unterzahl und dadurch im Nachteil.
Zentrales Element ist dabei der Sichtkegel (eigentlich ein Kreissektor) von Gegnern, in dem ein Gegner Gruppenmitglieder bemerken kann. Der Sichtkegel hat zwei Bereiche. Im uneingeschränkten Sichtbereich kann ein Gegner alles wahrnehmen, im eingeschränkten Bereich hingegen werden bodennahe Objekte wie hockende Charaktere oder Leichen nicht wahrgenommen. Verschiedene Mechaniken wie Dunkelheit oder Sichthindernisse beeinflussen den Sichtbereich. Allerdings können auch Geräusche Verdacht erregen und zur Entdeckung der Gruppe führen.
Gegner beginnen an vorgegebenen Positionen auf der Karte und folgen in ihrer Bewegung und Blickrichtung einer periodischen Routine. Sobald ein Gegner aber etwas Ungewöhnliches bemerkt, wird die Routine ausgesetzt. Je nach Typ untersucht der Gegner möglicherweise das, was ihm aufgefallen ist, folgt beispielsweise einer Fußspur oder sucht in der Umgebung nach einem fehlenden Kameraden. Wenn er dabei nichts Verdächtiges entdeckt nimmt er nach einiger Zeit seine vorgegebene Bewegungsroutine wieder auf.

## Handlung
Die Handlung setzt in der frühen Edo-Zeit ein. Nachdem man dem Shōgun geholfen hat, das Land zu befrieden, taucht ein Kriegsherr namens Kage-sama auf, der den Frieden bedroht. Der Samurai Mugen wird damit beauftragt, Kage-sama zu finden und auszuschalten, wofür er sich die Hilfe des Ninjas Hayato und anderer Gefährten sichert.
Die Gruppe tötet zwei von Kage-samas Verbündeten, Lord Yabu und General Okkoto. Als die Gefährten Kage-sama selbst aufspüren, werden sie jedoch in eine Falle gelockt, und es stellt sich heraus, dass Kage-sama Noboru ist, der Bruder des Shōguns. Noboru zwingt Mugen, ihn zum Versteck des Sohns des Shōguns zu führen, der dann von Noborus Sohn getötet wird. Mugens Gefährten entkommen, der Samurai selbst begeht jedoch Seppuku, da er seinen Herrn verraten hat. Seine Freunde, die von Noboru für den Mord verantwortlich gemacht werden, entführen Noborus Sohn und liefern ihn dem Shōgun aus, wo er gesteht. Anschließend dringen sie in Noborus Festung ein und töten auch ihn. Nachdem sie Mugen gerächt haben, trennen sich ihre Wege.

## Charaktere
Alle Charaktere bis auf Takuma verfügen über einen Nahkampfangriff, mit dem sie Gegner töten oder bewusstlos schlagen können, und können leblose Körper tragen bzw. wegschleifen, um sie zu verstecken – Mugen sogar zwei auf einmal, während er rennt. Außerdem hat jeder eine (allerdings sehr laute) Feuerwaffe mit begrenzter Munition und Verbandsmaterial zum Versorgen von Wunden bei sich. Alle Charaktere können schleichen sprinten und Leitern erklettern. Die beweglichen Charaktere Hayato, Yuki und Aiko können zudem schwimmen, an manchen Stellen klettern und über schmale Zwischenräume hinweg sowie von erhöhten Positionen hinab springen.
- Hayato: Ein Ninja aus der Provinz Iga. Er kann Gegner im Nahkampf sehr schnell mit seinem Ninjatō oder aus der Distanz mit seinem Shuriken ausschalten und mit geworfenen Steinen ablenken.
- Yuki: Eine Diebin und das jüngste Mitglied der Gruppe. Sie kann Gegner durch ihre Flöte anlocken, eine tödliche Falle aufstellen, Gegner mit ihrem Messer töten und Taschendiebstähle begehen.
- Mugen: Ein Samurai. Er kann mit seinem Katana bei seiner Schwertwind-Attacke drei Gegner gleichzeitig ausschalten sowie Feinde mit seiner Sake-Flasche weglocken. Er ist das einzige Mitglied der Gruppe, das einen anderen Samurai allein im Nahkampf töten kann, zudem kann seine Donnerbüchse als einzige Feuerwaffe Samurai aus der Entfernung töten. Allerdings kann er in seiner schweren Rüstung nur langsam rennen.
- Aiko: Eine Kunoichi. Sie kann Gegner mit ihrer Haarnadel ausschalten oder mit Niespulver blenden, sodass diese kurzzeitig nur wenig sehen, sich verkleiden und – wenn verkleidet – Wachen durch Gespräche ablenken.
- Takuma: Ein Scharfschütze und das älteste Mitglied der Gruppe. Neben seinem Scharfschützengewehr mit begrenzter Munition verfügt er über Bomben, die wahlweise töten oder betäuben können, und einen abgerichteten Tanuki, der Gegner ablenken kann. Er kann nur langsam rennen und verursacht dabei durch sein Holzbein laute Geräusche.

## Rezeption

### Kritiken
Das Spiel erhielt überwiegend positive Bewertungen. Metacritic ermittelte für die PC-Fassung eine Bewertung von 85 Punkten, basierend auf 40 Kritiken. GameRankings kam anhand von 17 Kritiken auf eine Wertung von 84,35 Prozent.
Viele Rezensenten ziehen Vergleiche zu den Titeln der Commandos- und Desperados-Serien. Sie sind sich durchgehend einig, dass Shadow Tactics: Blades of the Shogun diese Tradition würdig fortsetzt und die bewährte Mechanik aufgenommen und sinnvoll modernisiert hat.
Manuel Fritsch von Gamestar fühlt sich „ab der ersten Spielminute“ an die Genre-Klassiker Commandos und Desperados erinnert und hat sich „mehr als nur eine Stunde Schlaf“ rauben lassen. Denn „Shadow Tactics ist kein Commandos-Klon, sondern die konsequente Fortführung und Weiterentwicklung des von vielen Spielern vermissten Konzepts.“ Das Spiel könne mit „coolem Ninja-Setting, forderndem Schwierigkeitsgrad und sinnvollen Komfortfunktionen“ sowohl Genre-Veteranen als auch Einsteiger begeistern. Der Autor lobt die „wunderschön und mit viel Liebe zum Detail gestaltete Missionsareale“, die „sowohl optisch als auch spielerisch viel Abwechslung“ bringen. Außerdem gefallen ihm die Abzeichen, die in jeder Mission für bestimmte Leistungen erhalten werden können, denn diese „stellen einen hohen Reiz und Wiederspielwert dar“. Er zieht das Fazit „Stealth-Taktikspiel alter Schule in modernem Gewand, das durch großartiges Leveldesign motiviert und strategische Finesse fördert“ mit einer Bewertung von 86 %.
Jörg Luibl von 4Players sieht das Spiel als überzeugenden Beitrag in der Tradition der Commandos-Serie. Besonders die „klasse KI mit vielfältigen Verhaltensmustern“ mache die Missionen herausfordernd. Auch das Gelände sei „angenehm weitläufig“, einschließlich der vertikalen Ebene, und in den verschiedenen Missionen „thematisch abwechslungsreich“. Dennoch bedauert der Autor, „dass einer speziellen Spielweise bis auf freigeschaltete Trophäen keinerlei Konsequenzen folgen“ und dass es neben den Kletter- und Sprungmöglichkeiten einzelner Charaktere „keine kooperative Akrobatik gibt“. Insgesamt aber urteilt der Autor: „Freut euch auf spannendes Infiltrieren in malerischer Draufsicht mit toller KI und fordernden Missionen.“ mit einer Wertung von 85 %.
Felix Schütz von PC Games sieht seine Erwartungen an das Spiel deutlich übertroffen. Das Spiel könne sehr frustrierend sein, aber auch umso lohnender, wenn ein Plan schließlich aufgeht. Das „schöne Missions- und Leveldesign und die sympathische Heldentruppe“ hätten ihn bis zum Ende ordentlich motiviert gehalten.
Die technische Umsetzung, die Grafik und „besonders die Levelgestaltung“ seien gut gelungen, allerdings „sorgt die 3D-Umgebung in bestimmten Situationen mit mehreren Höhenstufen und interaktiven Objekten, die dicht beieinander liegen, auch für Probleme“, da versehentlich ungewollte Aktionen ausgelöst werden. Außerdem hätte sich der Autor mehr Gegnertypen und modellierte Innenräume gewünscht, sodass „einiges Potenzial ungenutzt bleibt“. Dennoch bleibt sein Fazit „Wer auf Commandos und Desperados steht und sich schon lange einen richtig guten geistigen Nachfolger wünscht, kommt um diesen Überraschungshit nicht herum.“
Markus Grundmann von Eurogamer sieht das Spiel als vielversprechenden Versuch, das von Commandos populär gemachte Genre Echtzeit-Taktik wiederzubeleben. Es sei vom Schwierigkeitsgrad sehr anspruchsvoll. „Wie Commandos kann auch Shadow Tactics selbst auf leichtestem Schwierigkeitsgrad recht knifflig werden.“, denn das Spiel „versteht es auf höchstem Niveau, Limitationen einzusetzen, um den Spieler zu Höchstleistungen zu treiben.“ Doch schließlich sei es unglaublich befriedigend, wenn sich nach ausdauernder Planung „ein wohliges Gefühl von ‚Ich liebe es, wenn ein Plan funktioniert‘“ ausbreitet. Erfreulicherweise fühle es sich dabei aber „nicht an wie ein Puzzlespiel, bei dem es nur eine denkbare Lösung gibt.“ Zu bemängeln gebe es nur Kleinigkeiten, beispielsweise die „recht nutzlose“ Möglichkeit Gegner bewusstlos zu schlagen, statt zu töten. Das Wertung lautet daher „Keine Hommage, sondern eine zeitgemäße und hervorragende Umsetzung der Commandos-Formel mit stimmungsvollem Japan-Setting.“
Fraser Brown von PC Gamer findet, die die Routine der Feinde sei ein „riesiges Uhrwerk-Puzzle, alles geordnet und wiederholt“. Der Spaß beginne damit, Chaos hereinzubringen mit einer „Spielzeugkiste voller Fähigkeiten“ mit denen man herumexperimentieren kann bis schließlich die „besten Teile vergeblicher Versuche“ eine funktionierende Lösung ergeben. Auch die Missionsgestaltung überzeugt, da diese im Wesentlichen „Sandboxen reich an möglichen Lösungen“ sind. Und die freischaltbaren Abzeichen seinen „zusätzlicher Anreiz zu experimentieren“.
Insgesamt sei das Spiel ein „außergewöhnlicher Beitrag zum Genre“, es ist „trickreich, komplex ohne zu kompliziert zu sein“ und bekommt eine Wertung von 92 %.
T. J. Hafer von IGN lobt die clevere Missionsgestaltung, die „ermutigt, die gesamte Karte als ein großes, logisches Puzzle zu betrachten, das Stück für Stück demontiert wird“. Auch die Variation der verschiedenen Missionen sei so abwechslungsreich, dass er „niemals das Gefühl hatte, in zwei Missionen dieselbe Sache mit denselben Werkzeugen zu tun“. Und auch die genreuntypische „Aufmerksamkeit für die Charaktere und Geschichte“ trage zu einer „unterhaltsamen und geistig herausfordernden“ Reise durch das Japan des 17. Jahrhunderts bei. Allerdings sei die Kammerabedienung fummelig. Aufgrund der begrenzten Möglichkeiten der Kameraausrichtung und ohne die Möglichkeit verdeckende Objekte transparent zu machen sei „andauerndes Neuausrichten der Kamera nötig, um zu sehen was man tut.“ Insgesamt schließt der Autor „der Entwickler Mimimi hat eines der bestrafendsten und cleversten isometrischen Schleichspiele zusammengesetzt, durch das ich jemals gestreift bin.“
Daniel Starkey von GameSpot meint, „Shadow Tactics versteht, was Schleichspiele so besonders macht.“
Die Karten seien „dichte, herrliche Gegenden“, durch die man sich durcharbeite. Stück für Stück arbeite man sich durch „komplexe Muster gegen scheinbar unüberwindbare Widerstände.“ Besonders der Schattenmodus führe dabei zum Erleben „glorreicher Momente, in denen all die harte Arbeit, die Beobachtungen, das Achten auf Details sich auszahlen.“ Auch die Szenerie der Missionen, von „windgepeitschten Schneelandschaften zu den gewaltigen Burgen der Edo-Periode“, sehe wunderschön aus und beinhalte zudem spezifische Mechaniken, die die Schleichregeln verändern.
Obgleich alle Teile nahtlos zusammenpassten, fühle es sich allerdings oft so an, als ob es nur eine richtige Lösung gebe. Letztendlich sei „die Grundideen meisterhaft ausgeführt, was es zu einem der besten Schleichspiele der jüngeren Zeit macht.“

### Auszeichnungen
Beim Deutschen Computerspielpreis wurde Shadow Tactics für das beste Gamedesign ausgezeichnet, der Entwickler nahm den Preis wegen Unregelmäßigkeiten bei der Abstimmung aber nicht an. Zudem erhielt es die Auszeichnungen für das beste Gamedesign, für das beste PC-/Konsolenspiel und für das beste deutsche Spiel beim Deutschen Entwicklerpreis.

## Erweiterung
Im Dezember 2021 erschien mit Aiko’s Choice eine eigenständige Erweiterung.